# Maurice Bishops internationella flygplats
Maurice Bishop International Airport är en flygplats i Grenada.   Den ligger i parishen Saint George, i den sydvästra delen av landet, 7 km sydväst om huvudstaden Saint George's. Maurice Bishop International Airport ligger 12 meter över havet. Den ligger på ön Grenada.
Terrängen runt Maurice Bishop International Airport är platt åt sydost, men åt nordost är den kuperad. Havet är nära Maurice Bishop International Airport åt sydväst.  Närmaste större samhälle är Saint George's, 7,1 km nordost om Maurice Bishop International Airport. 